# Justino Vélez
Justino Vélez (Provincia de Córdoba, ¿? - Provincia de San Luis, post. 1829) fue un militar y político argentino. Perteneciente al partido unitario, fue gobernador de facto de la provincia de San Luis durante un breve tiempo en el año 1829.
Debido a los conflictos que se vivían en el país el General José María Paz mandó una división al mando de Videla Castillo para marchar sobre la Ciudad de San Luis, antes que el gobernador  de San Luis Prudencio Vidal Guiñazú organizará nuevos refuerzos para ir en auxilio de Facundo Quiroga.